# Тур Швейцарии 1956
20-я гонка Тура Швейцарии — шоссейная многодневная велогонка по дорогам Швейцарии проводилась с 16 по 23 июня 1956 года в рамках Вызова Дегранджа-Коломбо 1956. Победу одержал швейцарский велогонщик Рольф Граф.

## Маршрут
Гонка состояла из 8 этапов, общей протяженностью 1645 километров. Финиш пятого и старт шестого этапов находились на территории Италии в коммуне Палланца.
| Этап | Дата   | Маршрут                  | type                    | Длина (км) | Победитель     | Лидер генеральной классификации |
| ---- | ------ | ------------------------ | ----------------------- | ---------- | -------------- | ------------------------------- |
| 1    | 16 июн | Цюрих – Шаффхаузен       |                         | 246        | Рене Штрелер   | Рене Штрелер                    |
| 2    | 17 июн | Шаффхаузен – Биль        |                         | 261        | Гвидо Бони     | Гвидо Бони                      |
| 3    | 18 июн | Биль – Лозанна           |                         | 234        | Рене Штрелер   | Рене Штрелер                    |
| 4    | 19 июн | Лозанна – Гриндельвальд  |                         | 218        | Йозеф Планкарт | Гвидо Бони                      |
| 5    | 20 июн | Гриндельвальд – Палланца |                         | 242        | Рольф Граф     | Ваут Вегманс                    |
| 6    | 21 июн | Палланца – Беллинцона    | индивидуальная разделка | 64         | Рольф Граф     | Рольф Граф                      |
| 7    | 22 июн | Беллинцона – Кур         |                         | 168        | Фриц Шаэр      | Рольф Граф                      |
| 8    | 23 июн | Кур – Цюрих              |                         | 212        | Рене Штрелер   | Рольф Граф                      |

## Итоговое положение
| \| Генеральная классификация \| Генеральная классификация \| Генеральная классификация \| Генеральная классификация \| Генеральная классификация \| \| Гонщик \| Гонщик \| Команда \| Время \| \| \| ------------------------- \| ------------------------- \| ------------------------- \| ------------------------- \| ------------------------- \| \| 1-й \| Рольф Граф \| \| 47ч 05' 02 \| \| \| 2-й \| Фриц Шаэр \| \| + 4' 59 \| \| \| 3-й \| Йозеф Планкарт \| Elvé-Peugeot \| + 7' 46 \| \| \| 4-й \| Ханс Холленштайн \| \| + 10' 17 \| \| \| 5-й \| Ханс Юнкерман \| \| + 12' 17 \| \| \| 6-й \| Винченцо Росселло \| \| + 17' 32 \| \| \| 7-й \| Рене Штрелер \| \| + 19' 57 \| \| \| 8-й \| Pietro Nascimbene \| \| + 20' 46 \| \| \| 9-й \| Брайан Робинсон \| \| + 23' 25 \| \| \| 10-й \| Уго Массокко \| \| + 24' 31 \| \| |                   |              |            |
| |                   |              |            |
| |                   |              |            |
| Генеральная классификация |                   |              |            |
| Гонщик | Гонщик            | Команда      | Время      |
| 1-й | Рольф Граф        |              | 47ч 05' 02 |
| 2-й | Фриц Шаэр         |              | + 4' 59    |
| 3-й | Йозеф Планкарт    | Elvé-Peugeot | + 7' 46    |
| 4-й | Ханс Холленштайн  |              | + 10' 17   |
| 5-й | Ханс Юнкерман     |              | + 12' 17   |
| 6-й | Винченцо Росселло |              | + 17' 32   |
| 7-й | Рене Штрелер      |              | + 19' 57   |
| 8-й | Pietro Nascimbene |              | + 20' 46   |
| 9-й | Брайан Робинсон   |              | + 23' 25   |
| 10-й | Уго Массокко      |              | + 24' 31   |

| Очковая классификация | Очковая классификация | Очковая классификация | Очковая классификация | Очковая классификация |
| Гонщик                | Гонщик                | Команда               | Очки                  |                       |
| --------------------- | --------------------- | --------------------- | --------------------- | --------------------- |
| 1-й                   | Фриц Шаэр             |                       | 41 очков              |                       |
| 2-й                   | Йозеф Планкарт        | Elvé-Peugeot          | 41 очков              |                       |
| 3-й                   | Рене Штрелер          |                       | 50 очков              |                       |

| Очковая классификация | Очковая классификация | Очковая классификация | Очковая классификация | Очковая классификация |
| Гонщик                | Гонщик                | Команда               | Очки                  |                       |
| --------------------- | --------------------- | --------------------- | --------------------- | --------------------- |
| 1-й                   | Фриц Шаэр             |                       | 41 очков              |                       |
| 2-й                   | Йозеф Планкарт        | Elvé-Peugeot          | 41 очков              |                       |
| 3-й                   | Рене Штрелер          |                       | 50 очков              |                       |

| Горная классификация | Горная классификация | Горная классификация | Горная классификация | Горная классификация |
| Гонщик               | Гонщик               | Команда              | Очки                 |                      |
| -------------------- | -------------------- | -------------------- | -------------------- | -------------------- |
| 1-й                  | Йозеф Планкарт       | Elvé-Peugeot         | 43 очков             |                      |
| 2-й                  | Ханс Холленштайн     |                      | 41 очков             |                      |
| 3-й                  | Рольф Граф           |                      | 28 очков             |                      |

| Горная классификация | Горная классификация | Горная классификация | Горная классификация | Горная классификация |
| Гонщик               | Гонщик               | Команда              | Очки                 |                      |
| -------------------- | -------------------- | -------------------- | -------------------- | -------------------- |
| 1-й                  | Йозеф Планкарт       | Elvé-Peugeot         | 43 очков             |                      |
| 2-й                  | Ханс Холленштайн     |                      | 41 очков             |                      |
| 3-й                  | Рольф Граф           |                      | 28 очков             |                      |

| Командная классификация по времени | Командная классификация по времени | Командная классификация по времени | Командная классификация по времени |
| Команда                            | Команда                            | Время                              |                                    |
| ---------------------------------- | ---------------------------------- | ---------------------------------- | ---------------------------------- |
| 1-й                                | Allegro                            | 142ч 09' 08                        |                                    |
| 2-й                                | Carpano-Coppi                      | + 21' 06                           |                                    |
| 3-й                                | Mondia                             | + 35' 45                           |                                    |